# Roland Berger
Roland Berger es una firma de consultoría estratégica a nivel mundial con sede central en Múnich que cuenta con 50 oficinas en 36 países. Fue fundada en 1967, bajo el nombre de Roland Berger Strategy Consultants por Roland Berger. En 2011 sus beneficios fueron de 1.2 billones de dólares. La compañía cuenta con más de 2400 empleados en todo el mundo y es una sociedad independiente propiedad exclusiva de sus aproximadamente 220 socios.
Roland Berger opera como firma de consultoría estratégica generalista y asesora a las principales corporaciones mundiales, organizaciones sin ánimo de lucro o instituciones públicas en temas de gestión, desarrollo de estrategia y mejora de resultados. La firma está organizada a nivel global en distintos centros de competencia funcional y de negocio. Sus áreas de competencia funcional  incluyen desarrollo corporativo, marketing y ventas, estrategia de operaciones, reestructuración, finanzas corporativas y gestión de la información. Sus áreas de negocio incluyen automoción, bienes de consumo, energía, industria química, productos de ingeniería, tecnología, servicios financieros, comunicaciones, farma, industria sanitaria, servicios públicos y transportes

## Historia
Roland Berger estableció su propia firma en 1967, tras cuatro años en Gennaro Boston Associati en Boston y Milán. Durante los tres primeros años la compañía dobló anualmente sus beneficios, alcanzando los 5.6 millones de marcos en 1970. En 1987 se convirtió en la mayor firma de consultoría en Alemania, con ventas en torno a los 100 millones de marcos.
Para financiar su expansión internacional, Roland Berger permitió al Deutsche Bank adquirir una participación minoritaria que ascendió al 75,1 % en 1988. Esto generó un problema en los Estados Unidos, donde la Reserva del Banco Federal no permitía a empresas participadas por bancos ejercer la consultoría, de forma que los directivos tuvieron que recuperar las acciones del Deutsche Bank entre 1998 y 2000
En noviembre de 2010; Roland Berger llegó a casi ultimar una fusión con la rama de consultoría de Deloitte, que no llegó a materializarse ante la decisión de los socios de que la firma permaneciera independiente. En 2013, los socios de la misma solicitaros al Comité Ejecutivo que considerara "opciones externas" y una posible venta. Supuestamente, Ernst & Young hizo una oferta que fue finalmente rechazada por el conjunto de los socios. En junio de 2015, Roland Berger adquirió la firma alemana de consultoría FMC Consultants GmbH.[9]
La firma anunció en septiembre de 2015 la nueva imagen de marca de su negocio con la presentación de su nuevo logo, compuesto por la "B de titanio" y la leyenda "Roland Berger"

## Organización
La organización de la firma Roland Berger se basa en una serie de Competence Centers globales referidos a líneas funcionales y de negocio. Roland Berger asesora en áreas de reestructuración y marketing, con especial atención a la sectores de la industria automovilística y de bienes de equipo.
En Norteamérica, la compañía está presente en cuatro oficinas, Chicago, Detroit, Boston and Montreal.  Roland Berger cuenta con 50 oficinas en 36 países en todo el mundo

## Proyectos e iniciativas
Desde 2013, el compromiso solidario de Roland Berger se centra en la promoción de la educación a través de la Roland Berger Foundation, fundada en 2008 por el presidente honorario de la firma, el profesor Roland Berger, y dotada con un fondo de 50 millones de EUR. A través de su programa de becas en Alemania, la Fundación apoya a niños especialmente dotados o a jóvenes provenientes de familias desfavorecidas. Actualmente, el programa da apoyo a 50 alumnos de entre 6 y 18 años en toda Alemania
En 2006, la compañía inauguró los premios Best of European Business. Igualmente, patrocina iniciativas similares en apoyo de la cultura y la educación en Europa Central y del Este, así como a los Young Global Leaders en el Foro Económico mundial.
El 30 de enero de 2012, la compañía anunció su intención de recaudar 300 millones de euros entre diversas instituciones financieras y asociaciones empresariales destinados a crear una agencia de calificación independiente y sin ánimo de lucro  que pudiera ofrecer sus primeras calificaciones por países a finales de ese año. El 19 de abril de 2013 el intento fracasó tras no llegar a un acuerdo en las negociaciones con un grupo europeo de inversores privados

## Personas clave
- Roland Berger – emprendedor, filántropo y fundador de la firma, actualmente Presidente Honorario
- Charles-Edouard Bouée – CEO, anteriormente COO
- Marcus Berret – Presidente del Comité Supervisor

## Publicaciones
- think: act, esta marca congrega los distintos formatos de publicaciones corporativas de Roland Berger  (libros, publicaciones para clientes, estudios y folletos informativos)